# Deutsche Messe AG

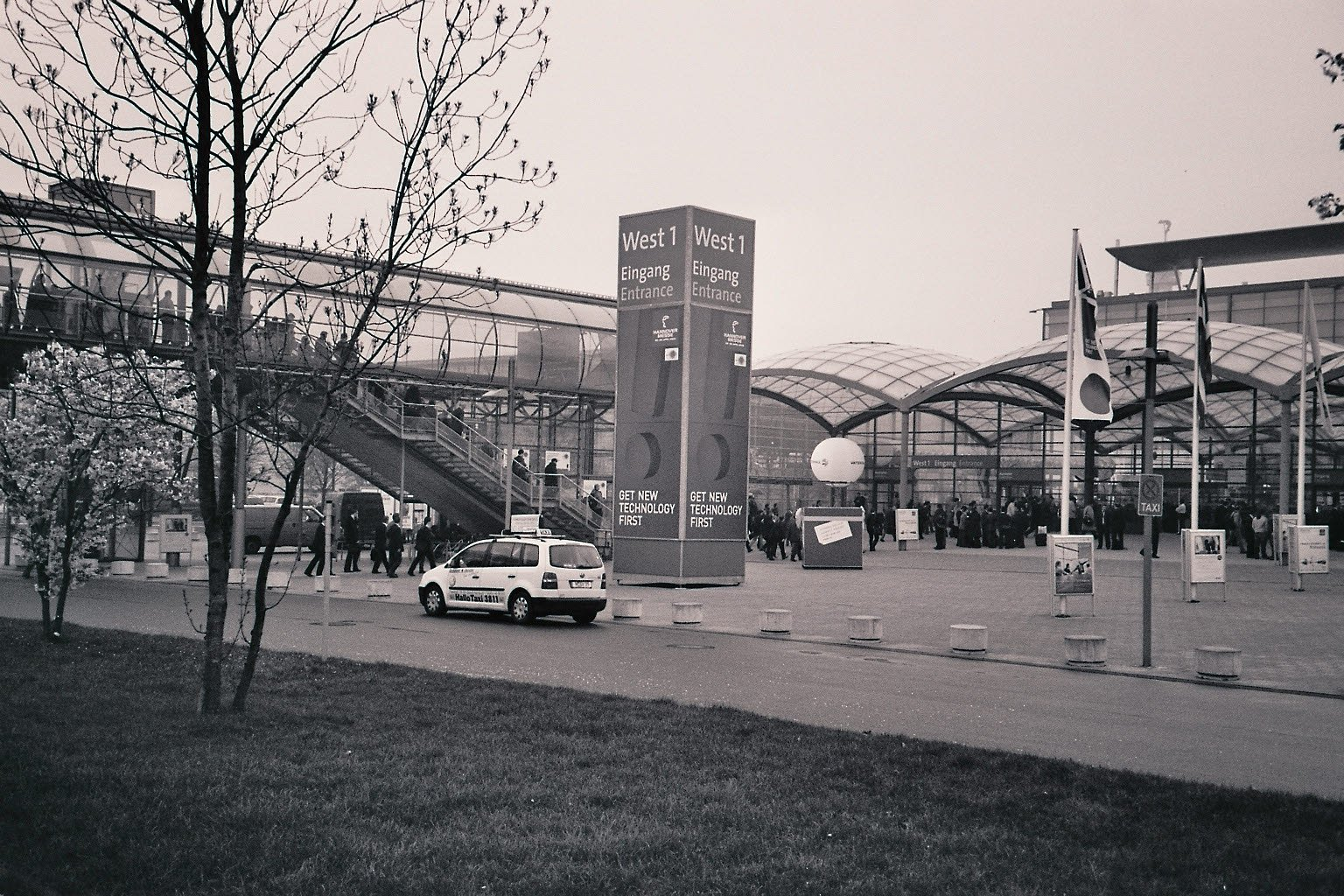
wejście na Targi Hanowerskie

Deutsche Messe AG (Hannover Messe) – niemieckie przedsiębiorstwo z siedzibą w Hanowerze specjalizujące się w organizacji targów. Posiada największą na świecie powierzchnię wystawienniczą - teren targów rozciąga się na powierzchni 466 100 metrów kwadratowych.

## Historia
- 16 sierpnia 1947 – powołanie spółki Deutsche Messe- und Ausstellungs-AG
- 18 sierpnia 1947 – otwarcie w pięciu halach poprodukcyjnych Vereinigte Leichtmetallwerke pierwszych Hanowerskich Targów Eksportowych (Exportmesse); po raz pierwszy zaprezentowany na tej imprezie symbol targów – profil Boga Handlu – Hermesa towarzyszy wszystkim wydarzeniom wystawienniczym do dziś.
- 1950 – zmiana nazwy na Deutsche Industrie-Messe
- 1961 – zmiana nazwy na Hannover Messe
- od 1986 co roku odbywają się tu największe targi IT na świecie zwane CeBIT
- w 2000 Hanower był gospodarzem Światowej Wystawy Expo 2000